# EPIPHANY
『EPIPHANY』（エピファニー）は、UVERworldの13枚目のオリジナルアルバム。2025年7月2日にgr8!recordsから発売された。

## 背景とリリース
前作『ENIGMASIS』からおよそ2年ぶりとなるアルバム。結成25周年とデビュー20周年を記念した作品でもあり、UVERworldのメンバーが紡ぐ音と言葉が凝縮された内容となっている。
アルバムタイトル「EPIPHANY」は、英語で「直感的な気づき」や「突然の悟り」を意味する言葉であり、メンバー自身が本作を通して得た精神的な気づきを象徴している。特に「作曲の過程では一人で向き合うことが多いが、その音楽を受け取ってくれるCrew（ファン）の存在によって、自分たちは孤独ではなかったのだと気づかされた」という実感が、このタイトルに込められている。表題曲の完成及び楽曲タイトルの決定後、アルバムタイトルにも採用された。
初回生産限定盤 TYPE-A・B、通常盤の5形態でリリース。初回生産限定盤には2024年秋冬開催の全国ツアー「NO ENEMY」より同年12月31日に行われた、マリンメッセ福岡から昼公演の模様を収録したBlu-ray及びDVDが付属。ライブの前編をTYPE-Aに、後編をTYPE-Bにそれぞれ収録される他、5thシングル『SHAMROCK』までジャケットに登場したマスコット・キャラクター「UVERちゃん」仕様のラバーキーホルダー（TYPE-Aはホワイト・TYPE-Bはピンクがそれぞれ封入）、ストラップ付パス、フォトブック、ポスター（TYPE-A・Bそれぞれ異なる）などが付属される。
| 形態                                 | 規格       | 規格品番      |
| ------------------------------------ | ---------- | ------------- |
| 初回生産限定盤 TYPE-A(特典Blu-ray付) | CD+Blu-ray | SRCL-13257～9 |
| 初回生産限定盤 TYPE-A(特典DVD付)     | CD+DVD     | SRCL-13260～2 |
| 初回生産限定盤 TYPE-B(特典Blu-ray付) | CD+Blu-ray | SRCL-13263～5 |
| 初回生産限定盤 TYPE-B(特典DVD付)     | CD+DVD     | SRCL-13266～8 |
| 通常盤                               | CD         | SRCL-13269    |

## 収録内容
| #         | タイトル                | 作詞                                  | 作曲                                     | 編曲                        | 時間  |
| --------- | ----------------------- | ------------------------------------- | ---------------------------------------- | --------------------------- | ----- |
| 1.        | 「WICKED boy」          |                                       | TAKUYA∞ / 誠果                           | UVERworld                   | 1:56  |
| 2.        | 「PHOENIX AX」          | TAKUYA∞                               | TAKUYA∞ / Erik Ron / Rebecca Hollcraft   | UVERworld                   | 3:01  |
| 3.        | 「NO MAP」              | TAKUYA∞                               | TAKUYA∞ / 克哉                           | UVERworld                   | 3:55  |
| 4.        | 「Bye-Bye to you」      | TAKUYA∞                               | TAKUYA∞ / 彰                             | UVERworld                   | 4:08  |
| 5.        | 「EPIPHANY」            | TAKUYA∞                               | TAKUYA∞                                  | UVERworld / 川口圭太        | 3:16  |
| 6.        | 「MMH」                 | TAKUYA∞                               | TAKUYA∞                                  | UVERworld                   | 3:33  |
| 7.        | 「Only US」             | TAKUYA∞                               | TAKUYA∞                                  | UVERworld / KM              | 3:54  |
| 8.        | 「If...Hello」          | TAKUYA∞ / Romesh Dodangoda / Tom Cory | Romesh Dodangoda / Tom Cory              | Romesh Dodangoda / Tom Cory | 2:41  |
| 9.        | 「WINGS ever」          | TAKUYA∞                               | TAKUYA∞                                  | UVERworld                   | 3:28  |
| 10.       | 「Eye's Sentry」        | TAKUYA∞                               | 克哉 / Yuzuru Kusugo / Satoshi Shibayama | UVERworld                   | 4:11  |
| 11.       | 「MEMORIES of the End」 | TAKUYA∞                               | TAKUYA∞ / 辻村有記 / 伊藤賢              | UVERworld                   | 6:20  |
| 12.       | 「JUMP」                | 信人                                  | 信人                                     | UVERworld                   | 4:22  |
| 合計時間: | 合計時間:               | 合計時間:                             | 合計時間:                                | 合計時間:                   | 44:45 |

| #   | タイトル             | 作詞 | 作曲・編曲 |
| --- | -------------------- | ---- | ---------- |
| 1.  | 「UNSER」            |      |            |
| 2.  | 「Making it Drive」  |      |            |
| 3.  | 「SHAMROCK」         |      |            |
| 4.  | 「浮世CROSSING」     |      |            |
| 5.  | 「stay on」          |      |            |
| 6.  | 「ハルジオン」       |      |            |
| 7.  | 「ROB THE FRONTIER」 |      |            |
| 8.  | 「アイ・アム Riri」  |      |            |
| 9.  | 「earthy world」     |      |            |
| 10. | 「KICKが自由」       |      |            |
| 11. | 「Forget」           |      |            |

| #  | タイトル                   | 作詞 | 作曲・編曲 |
| -- | -------------------------- | ---- | ---------- |
| 1. | 「終焉」                   |      |            |
| 2. | 「DISCORD」                |      |            |
| 3. | 「High Light!」            |      |            |
| 4. | 「PHOENIX」                |      |            |
| 5. | 「MMH」                    |      |            |
| 6. | 「儚くも永久のカナシ」     |      |            |
| 7. | 「One stroke for freedom」 |      |            |
| 8. | 「α-skill」                |      |            |
| 9. | 「UNKNOWN ORCHESTRA」      |      |            |

## 楽曲解説
WICKED boy
SE。6月6日（結成記念日）に地元・滋賀での公演にて、同アルバム収録曲の「NO MAP」「Bye-Bye to you」とともに初披露された。以降、東京ドームなどライブにおける登場SEとして用いられている。
サックスの誠果が中心となって制作しており、ライブ前の盛り上げ役としての役割や、DJ的な発想が取り入れられている。
PHOENIX AX
45thシングル。
シングル「PHOENIX」を、より破壊的なサウンドにアレンジしたリメイク音源となっている。
当初はTAKUYA∞のファンクラブブログなどで「破綻バージョン」とも呼ばれていた。
「AX」は「アックス」と読み、破綻や崩壊を象徴する斧に由来している。元々「AX」バージョンが原型であったが、「PHOENIX」リリース時にはファンの受け取りやすさを考慮して、より整理されたノンAX版が選ばれた。しかし、ファンクラブ配信などでファンから「破綻バージョンも聞きたい」という要望を受け、再レコーディング。改めてAX版の魅力を再認識したと語っている。
NO MAP
ハーモニカの音色を軸に据えた楽曲。ハーモニカの導入はTAKUYA∞がデビュー前から練習していた技術であり、これまでの楽曲ではうまく定着しなかったが、本作で初めて「ハマった」感覚を得たという。
ライブで盛り上がるだけでなく、しっかりとメッセージ性を持たせた楽曲であることを意識して制作された。
6月6日（結成記念日）に地元・滋賀公演のライブにおいて、同アルバム曲の「WICKED boy」「Bye-Bye to you」とともに初披露された。
6月11日0時よりリリースに先駆け先行配信された。またこの発表と共に伏せていたが、同レーベルメイトでもあるLittle Glee Monsterのメンバー・miyouが、ゲストボーカルとして参加していることも同時に明かされた。
Bye-Bye to you
この楽曲は大勢の人が普段から期待を寄せてくれていることを実感し、「ファンにとってUVERworldとの思い出を“真空パック”にして残してあげたい」という思いが芽生えたこと、また、これまで自分が好きだったアーティストの多くが活動を終えていることに触れつつ、自身の気持ちの揺らぎを整理し、「それでも自分たちはこれからも活動を続けていく」と決意した楽曲であることを明かした。
またサウンド面については、「伝えたいメッセージがあるからこそ、なるべくストレートに表現した」とし、ファンが思い描くUVERworldらしさの一つである率直な言葉を乗せたロックサウンドにこだわったとも語っている。
6月6日（結成記念日）に地元・滋賀公演のライブにおいて、同アルバム曲の「WICKED boy」「NO MAP」とともに初披露された。また、アルバムリリースに先駆け、同日より先行配信された。
EPIPHANY
アルバム表題曲。UVERworldのデビュー20周年・結成25周年という節目にあたる東京ドーム公演に向けて制作されたものの、「周年」という区切りよりも、「未来」に重きを置いた作品であると語っている。「友達」や「家族」「恋人」など既存の人間関係の枠を超え、同じ理想や感情を共有し合う存在としての“盟友”という関係をテーマに据え、メンバーやCrew（ファン）との絆を表現している。
2024年12月25日昼の日本武道館公演で東京ドーム公演の告知映像内で曲の一部分が公開され、6月14日・15日の東京ドーム公演において初披露された。告知ティザーで流れたバージョンよりも大幅にアレンジされている。
MMH
44thシングル。
表記はないがアルバム・バージョンで収録されている。また一部の主要音楽配信サイトおよび定額サブスクリプション（ストリーミング配信）においては「MMH (EPIPHANY ver.)」と記載されている。
Only US
膨大な情報に揺さぶられる時代の中で制作された楽曲。
「PHOENIX」よりも早い段階でワンコーラスが制作されており、外部プロデューサーとの共同制作を通じて、異なる音楽的アプローチを模索する中で完成に至った。スタジオでは何度もディスカッションを重ね、方向性を共有しながらフルコーラスへと発展していったという。
If...Hello
メンバー全員でロンドンを訪れた際、現地クリエイターとの即興的なセッションを通じて制作された。通常のように既存のデモを膨らませるのではなく、ゼロから立ち上げたことで、不要な音を削ぎ落とすような、ミニマルなアレンジが特徴となっている。
WINGS ever
44thシングルのカップリング曲。
Eye's Sentry
42ndシングル。
MEMORIES of the End
43rdシングル。
JUMP
英語の歌詞も含め、信人を中心にメンバーで制作されたインストゥルメンタルであり、TAKUYA∞は制作には関与していない楽曲。
UVERworldメンバーはライブ中のインスト曲を、よくある「休憩時間」ではなく「再び空気を引き締め、観客をバンドの世界に引き込む瞬間」として考えており、ライブパフォーマンスの一部として重要な役割を担っている。手拍子を誘発する構成や、キャッチーなメッセージは、そうしたライブ設計を意識したアレンジとなっている。
東京ドーム公演（6月14日・15日）を前に、2025年6月12日にUVERworld公式X（旧Twitter）およびInstagram Storiesで楽曲の一部が先行公開された。またJUMPに関してもLittle Glee Monsterのメンバー・かれんが、ゲストボーカルとして参加していることが明かされている。

## 演奏
- TAKUYA∞
  - Vocal
  - Harmonica (#3)
- 克哉、彰：Guitar
- 信人：Bass
- 真太郎：Drums
- 誠果：Sax
- Jua：Additional Voice (#1)
- miyou (Little Glee Monster)：Additional Chorus (#3.12)
- 今出宏°：Harmonica (#3)
- Hiromu：Additional Keyboards (#3)
- B-Bandj：Additional Voice (#6)
- 兼松衆：Strings Arrangement (#11)
- Karen (Little Glee Monster)：Chorus (#12)